# Mairie des Lilas (métro de Paris)
Mairie des Lilas est une station de la ligne 11 du métro de Paris, située sur la commune des Lilas.

## Situation
La station est implantée sous l'amorce du boulevard de la Liberté, à l'est de la place du Colonel-Fabien, laquelle fait l'angle avec la rue de Paris (D 117). Approximativement orientée selon un axe est-ouest, elle s'intercale entre l'actuelle station Porte des Lilas et la station Serge Gainsbourg, cette dernière étant précédée par l'ancien atelier de maintenance des Lilas, définitivement fermé le 1er juillet 2023 au profit du nouvel atelier de Rosny-sous-Bois.

## Histoire
La station est ouverte le 17 février 1937 avec la mise en service du premier prolongement de la ligne 11 à travers la banlieue parisienne depuis son terminus initial de Porte des Lilas, et constitue alors le nouveau terminus oriental de la ligne depuis Châtelet.
Elle doit sa dénomination à sa proximité avec l'hôtel de ville de la commune des Lilas, cette dernière tenant son nom des jardins fleuris qui couvraient la colline sous le Second Empire .
Dans le cadre du programme « Renouveau du métro » de la RATP, l'éclairage des quais est modernisé dans le courant des années 2000, tandis que les couloirs sont rénovés à leur tour le 28 juin 2018. 
Afin d'accompagner l'extension de la ligne 11 jusqu'à Rosny-Bois-Perrier, la station fait l'objet de plusieurs travaux d'adaptation. Du 26 juin au 29 août 2021 les quais de la station sont rehaussés et carrelés pour permettre l'arrivée du nouveau matériel MP 14, nécessitant leur fermeture au public durant l'opération. Le terminus de la ligne est alors reporté à la station précédente, Porte des Lilas.
En parallèle, deux nouvelles bouches d'accès depuis l'extrémité orientale des quais sont ouvertes le 21 juillet 2023 sur le trottoir impair du boulevard de la Liberté, puis la station est rendue accessible aux personnes à mobilité réduite dès le 29 avril 2024, avec la mise en service de trois ascenseurs et d'un nouvel édicule d'accès sur la place du Colonel-Fabien, face à la trémie existante de l'accès no 1,.
Le prolongement est finalement mis en service le 13 juin 2024, date à compter de laquelle la station perd son rôle de terminus pour devenir une simple station de passage.

### Fréquentation
Selon les estimations de la RATP, la station a vu entrer 4 436 148 voyageurs en 2019, ce qui la place à la 101e position des stations de métro pour sa fréquentation. En 2020, avec la crise du Covid-19, son trafic annuel tombe à 2 563 685 voyageurs, ce qui la classe alors au 82e rang, avant de remonter progressivement en 2021 avec 2 894 622 entrants comptabilisés, la reléguant cependant à la 113e position des stations du réseau pour sa fréquentation cette année-là.

## Services des voyageurs

### Accès

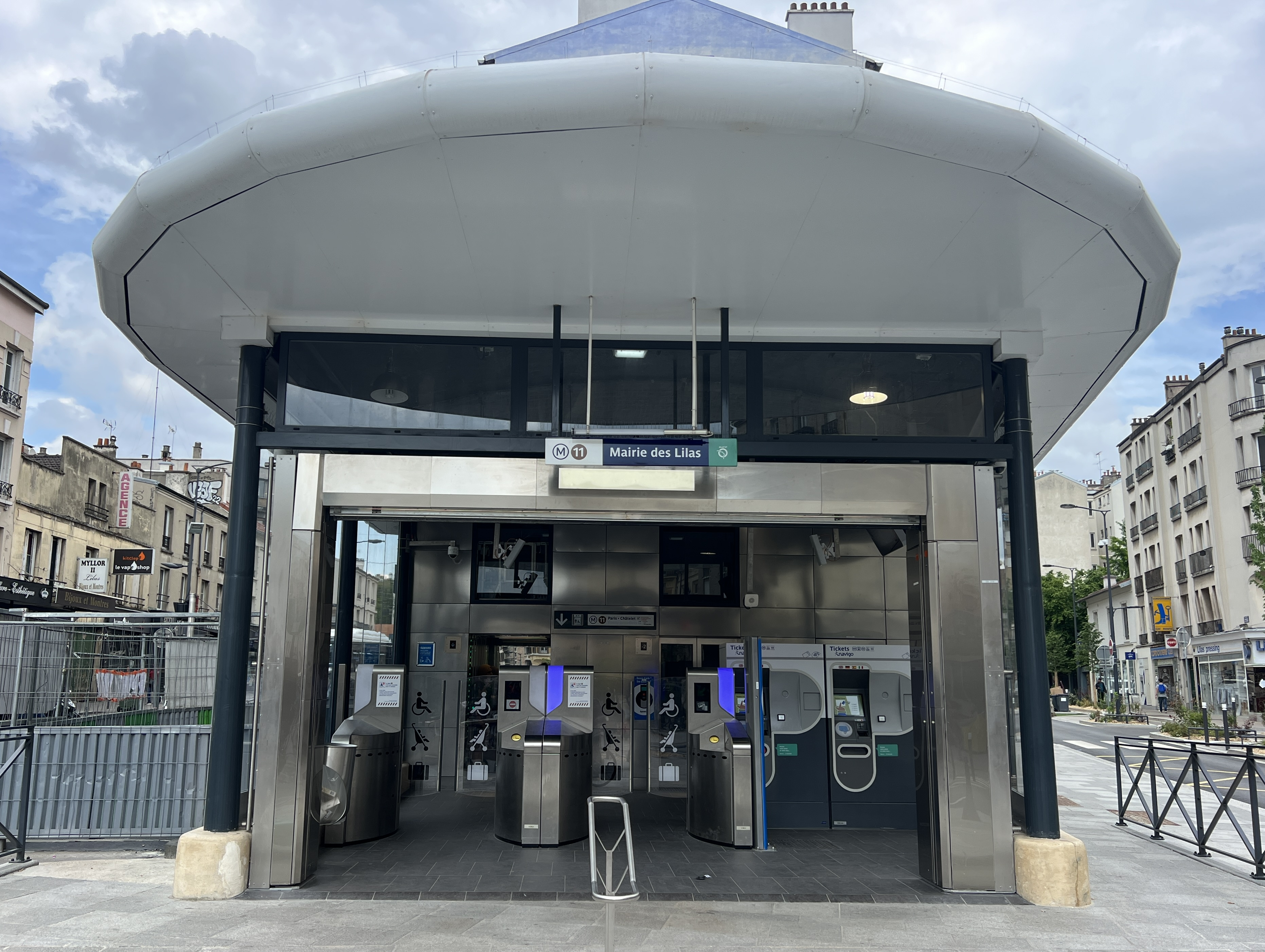
Entrée du métro.

La station dispose de trois accès répartis en cinq bouches de métro :
- l'accès 1 « Rue de Paris » comprenant à l'origine une trémie d'escalier fixe ornée d'une balustrade en pierre de Joseph Cassien-Bernard et de deux candélabre Dervaux, débouchant au centre de la place entre la Rue de Paris et le boulevard de la Liberté ; depuis 2024, cet accès est complété d'un édicule vitré doté de deux ascenseurs, adossé au mur pignon du no 1 du boulevard de la Liberté ;
- l'accès 2 « Boulevard de la Liberté », également agrémenté d'un mât Dervaux, se trouvant au droit du no 4 du boulevard précité ;
- l'accès 3 « Rue Rouget de Lisle », ouvert depuis fin août 2023 en prévision du prolongement de la ligne jusqu'à Rosny-Bois-Perrier, comprenant deux trémies d'escaliers fixes se situant respectivement face aux nos 7 et 13 du boulevard de la Liberté.

La trémie d'escalier de l'accès no 1 est parmi les rares du réseau à disposer de deux totems identiques de style Dervaux, le métro de Paris n'utilisant habituellement qu'un unique signal par entrée. Cette particularité se retrouve également sur certaines bouches d'accès aux stations Châtelet (lignes 1, 4, 7, 11 et 14), Alma - Marceau (ligne 9) et Saint-François-Xavier (ligne 13), et a également existé à la station Jussieu (lignes 7 et 10) jusqu'en 2020.
Le mur pignon qui fait l'angle avec la rue de Paris et le boulevard de la Liberté est orné d'une fresque faisant référence aux édicules Guimard du métro de Paris. La partie basse de cette œuvre d'art est aujourd'hui masquée par le nouvel édicule vitré complétant l'accès no 1.

### Quais

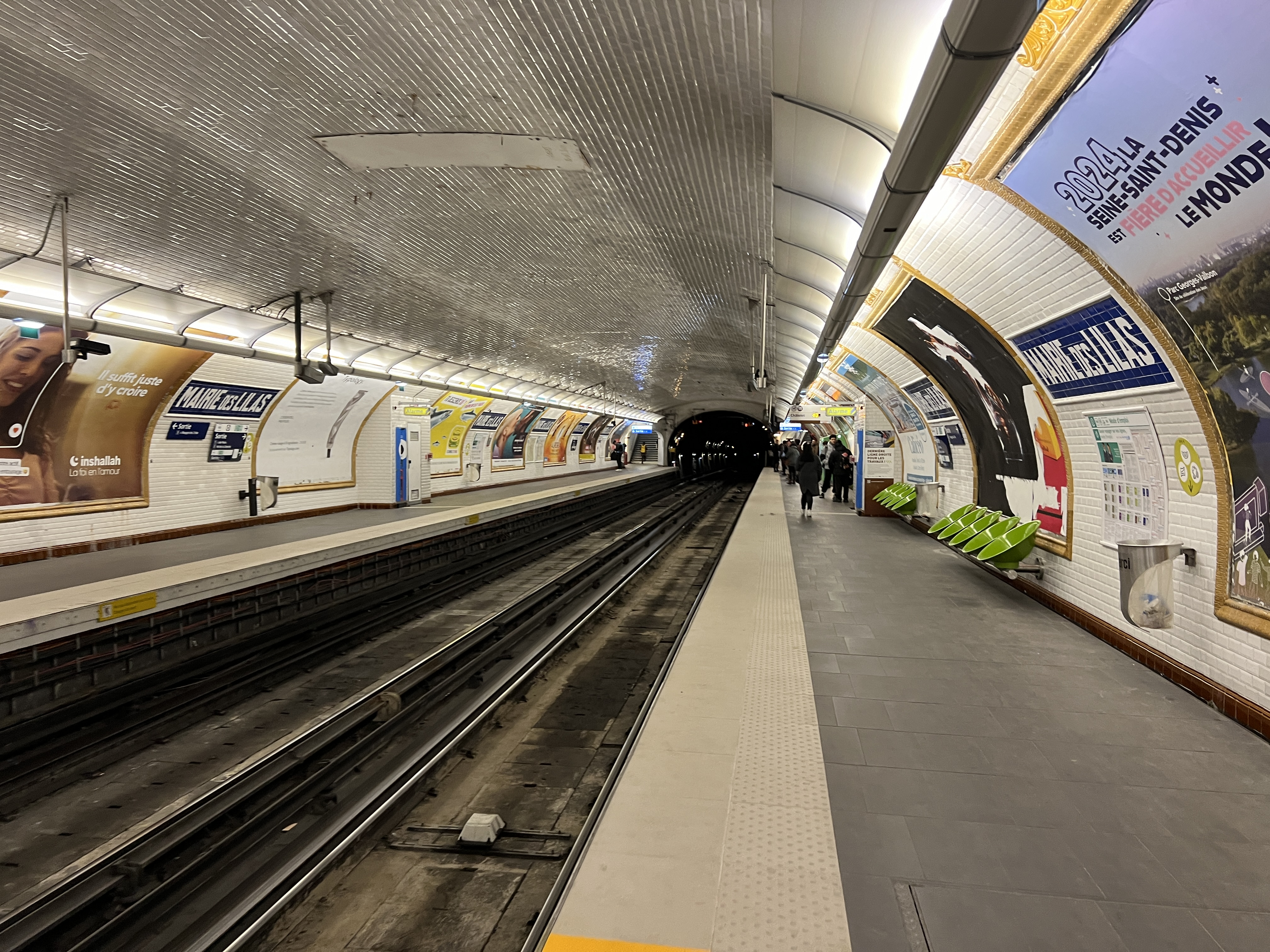
Quai en direction de Châtelet.

Mairie des Lilas est une station de configuration standard : elle possède deux quais, d'une longueur conventionnelle de 75 mètres, séparés par les voies du métro situées au centre et la voûte est elliptique. Elle se distingue cependant par la relative étroitesse de ses quais compte tenu de la moindre largeur de la voirie en surface, ainsi que par la partie basse des piédroits qui est verticale et non courbée en conséquence.
La décoration est du style utilisé pour la majorité des stations du métro : les bandeaux d'éclairage sont blancs et arrondis dans le style « Gaudin » du renouveau du métro des années 2000, et les carreaux en céramique blancs biseautés recouvrent les piédroits, la voûte ainsi que les tympans. Les cadres publicitaires sont en faïence de couleur miel à motifs végétaux et le nom de la station est également incorporé dans la faïence murale, selon le style décoratif d'entre-deux-guerres de la CMP d'origine. Les quais sont carrelés en gris anthracite et les sièges de style « Akiko », uniquement disposés sur le quai en direction de Châtelet, sont de couleur verte (en remplacement d'assises « Motte » de même teinte).

### Intermodalité
La station est desservie par les lignes 48, 105 et les services urbains TillBus et P'tit Bus du réseau de bus RATP et, la nuit, par les lignes N12 et N23 du réseau Noctilien.

## À proximité
L'hôtel de ville des Lilas expose depuis 1922 la toile La République de Jean-Léon Gérôme, prêtée par la Ville de Paris. Cette toile est exposée au musée d'Orsay lors de la rétrospective de 2010 consacrée à cet artiste.